# Hawaiische Gebärdensprache
Die Hawaiische Gebärdensprache, im Englischen als Hawaiʻi Sign Language (HSL), alternativ Old Hawaiʻi Sign Language oder Hawaiʻi Pidgin Sign Language bezeichnet, war eine natürliche Gebärdensprache aus Hawaii. Obwohl diese Sprache seit den 1820er Jahren dokumentiert ist, wurde sie erst 2013 linguistisch klassifiziert.
Heute ist die Hawaiische Gebärdensprache nahezu ausgestorben und durch die American Sign Language (ASL) ersetzt worden; einige ältere Einwohner beherrschen noch bilingual HSL und ASL. Ursprünglich ging man von einer Abstammung des ASL aus, inzwischen ist aber erwiesen, dass beide Sprachen in keiner Beziehung zueinander stehen.
HSL ist keine Pidgin-Sprache, obwohl der veraltete Begriff Hawaiʻi Pidgin Sign Language dies naheliegt. HSL hat auch keine Beziehung zum Hawaii Pidgin English. Heute benutzen Linguisten den Begriff Hawaiʻi Sign Language, dies ist auch die Bezeichnung der Sprache im ISO 639-3 (Stand 2014).
Nachgewiesen ist eine Dorfgebärdensprache um 1820, die sowohl von gehörlosen als auch hörenden Menschen eingesetzt worden war. Obwohl HSL durch spätere Immigranten beeinflusst worden sein könnte, besitzt HSL wenig Gemeinsamkeiten mit der heutigen ASL oder anderen Sprachen. Die Gründung einer Gehörlosenschule 1914 förderte die Verbreitung der Sprache unter Schülern. Die Einführung von ASL in der bisher oral geführten Schule führte zu einem Rückgang der HSL.